# Клаудія Крістіан
Клаудія Крістіан (англ. Claudia Christian; 10 серпня 1965) — американська акторка.

## Біографія
Клаудія Крістіан народилася 10 серпня 1965 року в місті Ґлендейл, штат Каліфорнія, згодом сім'я переїхала в Коннектикут. Вперше вийшла на сцену в 5 років у шкільному спектаклі, в якому грала корінну американку. Пізніше сім'я повернулася до Каліфорнії, де вона закінчила середню школу в 16 років. Перед тим, як почати акторську кар'єру, працювала в кав'ярні та магазині одягу протягом двох років.

## Кар'єра
У 1984 році почала зніматися у телесеріалах: «Ті Джей Гукер», «Даллас», «Детектив Майк Хаммер», «Команда А». Виконала ролі в таких фільмах, як «Приховані» (1987), «Маніяк-поліцейський 2» (1990) і «Зачарований» (1993). Найвідомішою її роллю є Сьюзен Іванова в науково-фантастичному телесеріалі «Вавилон 5». За цю роль Клаудія була двічі номінована на премію «Сатурн».
У жовтні 1999 року актриса позувала оголеною для журналу Playboy. Вона також грає на фортепіано та гітарі, пише музику та співає. Випустила чотири альбоми: «Taboo», «Claudia Squared», «Once Upon a Time» і «Area 51».

## Особисте життя
Клаудія Крістіан перебувала у шлюбі з Гері Деворе з 1988 по 1992 рік.

## Фільмографія

### Акторка
| Рік       |    | Українська назва                                   | Оригінальна назва                                  | Роль                                  |
| --------- | -- | -------------------------------------------------- | -------------------------------------------------- | ------------------------------------- |
| 1970      | с  | Нова любов, американський стиль                    | New Love, American Style                           |                                       |
| 1984      | с  | Вебстер                                            | Webster                                            | медсестра                             |
| 1984      | с  | Ті Джей Гукер                                      | T.J. Hooker                                        | Бетті Макрі                           |
| 1984      | с  | Даллас                                             | Dallas                                             |                                       |
| 1984      | с  | Фелкон Хрест                                       | Falcon Crest                                       | Кеті Марс                             |
| 1984      | тф | Убивства дівчат з календаря                        | Calendar Girl Murders                              | Кара                                  |
| 1984—1987 | с  | Детектив Майк Хаммер                               | Mike Hammer                                        | Кессі Конрой / Еліз                   |
| 1984      | с  | Розривна течія                                     | Riptide                                            | Меріон Гордон                         |
| 1985      | с  |                                                    | Berrenger's                                        | Мелоді Г'юз                           |
| 1985      | с  | Команда А                                          | The A-Team                                         | Кеті Роджерс                          |
| 1986      | с  | Магія Блекі                                        | Blacke's Magic                                     | Лорі Блекі                            |
| 1986      | тф | Шедевральне вбивство                               | A Masterpiece of Murder                            | Джулія Форсайт                        |
| 1986      | тф | Х'юстон: Легенда про Техас                         | Houston: The Legend of Texas                       | Еліза Аллен                           |
| 1986      | с  | Мисливець                                          | Hunter                                             | Роксана Гоффмаєр                      |
| 1987      | с  | Злочинці                                           | Outlaws                                            | Елен Конлан                           |
| 1987      | с  | Це шоу Гаррі Шендлінга                             | It's Garry Shandling's Show.                       | Сільвія                               |
| 1987      | с  | Розбійник                                          | The Highwayman                                     | Девн                                  |
| 1987      | тф | Розбійник                                          | The Highwayman                                     | Девн                                  |
| 1987      | ф  | Прихований ворог                                   | The Hidden                                         | Бренда Лі Ван Берен                   |
| 1988      | ф  | У тверезому розумі й твердій пам'яті               | Clean and Sober                                    | Айріс                                 |
| 1988      | тф | Поліцейська історія: Потворний маєток              | Police Story: Monster Manor                        | офіцер Бейбс Алтун                    |
| 1988      | с  | Ми зробили це                                      | We Got It Made                                     | Колетт                                |
| 1988      | с  | Сонні Спун                                         | Sonny Spoon                                        | Голлі Сміт                            |
| 1989      | с  | Квантовий стрибок                                  | Quantum Leap                                       | Еллісон Грімскі                       |
| 1989      | с  | Літній театр                                       | CBS Summer Playhouse                               | Клейр                                 |
| 1989      | с  | FM                                                 | FM                                                 | Леслі                                 |
| 1989      | с  | Джейк і товстун                                    | Jake and the Fatman                                | сержант Алекс Вокер                   |
| 1989      | ф  | Арена                                              | Arena                                              | Квінн                                 |
| 1989      | ф  | На вівторок не розраховуй                          | Never on Tuesday                                   | Тьюсдей                               |
| 1989      | ф  | Без розуму від тебе                                | Mad About You                                      | Кассандра Гарріс                      |
| 1989      | ф  | Думай по-крупному                                  | Think Big                                          | доктор Ірен Марш                      |
| 1989      | ф  | Історія двох сестер                                | Tale of Two Sisters                                | Елізабет                              |
| 1989      | тф | Угода Шеннона                                      | Shannon's Deal                                     | Моллі Темпл                           |
| 1990      | тф | Калейдоскоп                                        | Kaleidoscope                                       | Меган                                 |
| 1990      | ф  | Маніяк-поліцейський 2                              | Maniac Cop 2                                       | С'юзан Рілей                          |
| 1990      | ф  | Мій новий напарник                                 | A Gnome Named Gnorm                                | Саманта                               |
| 1990      | с  | Метлок                                             | Matlock                                            | Майкі Олдер                           |
| 1991      | с  | Вона написала вбивство                             | Murder, She Wrote                                  | Бонні Дженкс Гастінгс                 |
| 1991      | с  | Закон Лос-Анжелеса                                 | L.A. Law                                           | Сьюзен Конверс                        |
| 1991      | с  | Темне правосуддя                                   | Dark Justice                                       | Дана Голлістер Гаррісон               |
| 1991      | с  | Моє життя і час                                    | My Life and Times                                  | Янг Джессі                            |
| 1991      | ф  | Назад у темряву                                    | The Dark Backward                                  | Кітті                                 |
| 1991      | ф  | Матінка                                            | Mom                                                | Вірджинія Монро                       |
| 1991      | тф | Брехня близнюків                                   | Lies of the Twins                                  | Феліс                                 |
| 1991      | тф | Жінка, яка згрішила                                | The Woman Who Sinned                               | Джуді Рейнхардт                       |
| 1991      | тф | Бездомні тварі                                     | Strays                                             | Клер Ледерер                          |
| 1992      | мф | Іци крихітний павук                                | The Itsy Bitsy Spider                              | голос                                 |
| 1993      | тф | Думки в тумані                                     | Relentless: Mind of a Killer                       | Леан Гарді                            |
| 1993      | ф  | Зачарований                                        | Hexed                                              | ГексінаН                              |
| 1993      | с  | Космічні рятувальники                              | Space Rangers                                      | Марла Бейкер                          |
| 1993      | с  | Коломбо                                            | Columbo                                            | Ліза Мартін                           |
| 1994—1998 | с  | Вавилон 5                                          | Babylon 5                                          | Сьюзен Іванова                        |
| 1994      | ф  | Погоня                                             | The Chase                                          | Івонн Восс                            |
| 1995      | вг | Solar Eclipse                                      | Solar Eclipse                                      | майор Делані Кельт                    |
| 1997      | мф | Подорож на дні моря                                | Journey Beneath the Sea                            | королева Акварейн                     |
| 1997      | ф  | Шахрай і забобони                                  | Snide and Prejudice                                | Рената Мюллер                         |
| 1997      | ф  | Ланселот, хранитель часу                           | Lancelot: Guardian of Time                         | Кетрін Шеллі                          |
| 1997      | с  | Абсолютна безпека                                  | Total Security                                     | Шеріл Бенкстон                        |
| 1998      | с  | Горець                                             | Highlander                                         | Кетрін                                |
| 1998      | с  | Келлі Келлі                                        | Kelly Kelly                                        | Аня                                   |
| 1998      | тф | Вавилон 5: Початок                                 | Babylon 5: In the Beginning                        | Сьюзен Іванова                        |
| 1998      | тф | Крило і молитва                                    | A Wing and a Prayer                                | Шеллі Лоу                             |
| 1998      | тф | Вавилон-5: Третій простір                          | Babylon 5: Thirdspace                              | Сьюзен Іванова                        |
| 1999      | тф | Найманець 2                                        | Mercenary II: Thick & Thin                         | Патрісія ван Лір                      |
| 1999      | тф | Заміна 3: Переможець отримує все                   | The Substitute 3: Winner Takes All                 | Енді                                  |
| 1999      | ф  | Останній круїз                                     | Final Voyage                                       | Макс                                  |
| 1999      | ф  | Привид пекельного будинку                          | The Haunting of Hell House                         | Люсі                                  |
| 1999      | ф  | Бігом додому                                       | Running Home                                       | Джулес Деніелс                        |
| 2000      | ф  | Любов і секс                                       | Love & Sex                                         | жінка в галереї                       |
| 2000      | ф  | Справжні права                                     | True Rights                                        | Елейн Килгор                          |
| 2000      | ф  | Гра без правил                                     | Bad Guys                                           |                                       |
| 2000      | с  | Сімейне право                                      | Family Law                                         | Карла Сімс                            |
| 2000      | с  | Диваки і навіжені                                  | Freaks and Geeks                                   | Глорія Гаверчук                       |
| 2001      | с  | Мисливці за старовиною                             | Relic Hunter                                       | Карсон Інез                           |
| 2001      | мф | Атлантида: Загублений світ                         | Atlantis: The Lost Empire                          | Гельда Катрін Сінклер                 |
| 2001      | ф  | Ніколи не померти двічі                            | Never Die Twice                                    |                                       |
| 2001      | вг | Atlantis: The Lost Empire                          | Atlantis: The Lost Empire                          | Гельда Сінклер                        |
| 2001      | вг | Atlantis: The Lost Empire — Search for the Journal | Atlantis: The Lost Empire — Search for the Journal | голос                                 |
| 2002      | вг | Summoner 2                                         | Summoner 2                                         | різні ролі                            |
| 2002      | вг | Earth and Beyond                                   | Earth and Beyond                                   | Леді Кетрін де Вінтер Ізабелла Олівія |
| 2002      | кф | Гаряча Раш                                         | Hot Rush                                           | Джейн                                 |
| 2002      | кф | Психічна гаряча лінія Дарта Вейдера                | Darth Vader's Psychic Hotline                      | принцеса Лея                          |
| 2002      | ф  | Ні живий, ні мертвий                               | Half Past Dead                                     | агент Еллен Вільямс                   |
| 2002      | с  | Шпигунки                                           | She Spies                                          | Таня                                  |
| 2002      | с  | Поліція Нью-Йорка                                  | NYPD Blue                                          | Кетрін Лоу                            |
| 2003      | с  | Евервуд                                            | Everwood                                           | Една                                  |
| 2003      | ф  | Невдачі                                            | The Failures                                       | Анна                                  |
| 2003      | вг | Secret Weapons Over Normandy                       | Secret Weapons Over Normandy                       | Вайт Роуз                             |
| 2004      | вг | Shrek 2                                            | Shrek 2                                            | Фея / громадянин                      |
| 2004      | ф  | Бульвар смерті                                     | Quiet Kill                                         | Емі Мартін                            |
| 2005      | с  | Зіпсований телефон                                 | Broken News                                        | Джулія Реган                          |
| 2005      | мф | Секрет Джепетто                                    | Geppetto's Secret                                  | Блу Фейрі                             |
| 2006      | ф  | Останнє пророцтво                                  | The Garden                                         | доктор Кайрнс                         |
| 2007      | с  | Частини тіла                                       | Nip/Tuck                                           | Гвен                                  |
| 2008      | ф  |                                                    | The Dot Man                                        | підполковник Данст                    |
| 2009      | ф  | Шрам Сербії                                        | Serbian Scars                                      | Меггі                                 |
| 2009      | с  | Старгайк                                           | Starhyke                                           | капітан Белінда Бовард                |
| 2009      | вг | Pizza Morgana                                      | Pizza Morgana                                      | Еббі                                  |
| 2010      | вг | Shrek Forever After: The Game                      | Shrek Forever After: The Game                      | голос                                 |
| 2010      | вг | Blade Kitten                                       | Blade Kitten                                       | голос                                 |
| 2010      | в  | Метеорний апокаліпсис                              | Meteor Apocalypse                                  | Кейт Дематті                          |
| 2010      | кф | Ісус приходить у місто                             | Jesus Comes to Town                                | Дарлін Ліл                            |
| 2010      | с  | Дивись                                             | Look                                               | Стелла                                |
| 2011      | с  | Прослуховування                                    | The Audition                                       | Клаудія                               |
| 2011      | с  | Грімм                                              | Grimm                                              | місіс Кларк                           |
| 2011      | вг | The Elder Scrolls V: Skyrim                        | The Elder Scrolls V: Skyrim                        | голос                                 |
| 2012      | тф |                                                    | Prodigy Bully                                      | Діана Варнінг                         |
| 2012      | кф | Старгайк: Перший політ 4D                          | Starhyke: First Flight 4D                          | Капітан                               |
| 2012      | ф  | Напередодні ввечері                                | Overnight                                          | Sandy                                 |
| 2012      | мф |                                                    | Strange Frame: Love & Sax                          | Зев                                   |
| 2012      | вг | Darksiders II                                      | Darksiders II                                      | Мурія                                 |
| 2012      | вг | Guild Wars 2                                       | Guild Wars 2                                       | Mala / PC Norn Female                 |
| 2012      | вг | Halo 4                                             | Halo 4                                             | голос                                 |
| 2013      | с  | Криміналісти: мислити як злочинець                 | Criminal Minds                                     | агент Гретхен Стерн                   |
| 2013      | тф | Неправильна жінка                                  | The Wrong Woman                                    | офіцер Ріттс                          |
| 2013      | ф  | Акварельні листівки                                | Watercolor Postcards                               | Черіл                                 |
| 2014      | ф  | Відв'язна Каліфорнія                               | California Scheming                                | мати                                  |
| 2014      | с  | Касл                                               | Castle                                             | місіс Логан                           |
| 2014      | с  | Менталіст                                          | The Mentalist                                      | Грета Фортенські                      |
| 2014      | ф  | Червоний                                           | Red                                                | Марлена                               |
| 2015      | тф | Брудні мертві шахраї                               | Dirty Dead Con Men                                 | Донна                                 |
| 2015      | кф |                                                    | The Pipeline                                       | Астра Фолкарт                         |
| 2015      | с  | Рунний камінь                                      | Runestone                                          | Фріта Інголфардоттір                  |
| 2015      | тф |                                                    | Cozmo's                                            | Маджестіка                            |
| 2015      | ф  |                                                    | Chicanery                                          | Ебігейл Блант                         |

### Режисер, продюсер
| Рік  |     | Українська назва      | Оригінальна назва   | Роль                           |
| ---- | --- | --------------------- | ------------------- | ------------------------------ |
| 1997 | с   | Кафе розбитих сердець | The Heartbreak Cafe | режисер                        |
| 2011 | с   | Прослуховування       | The Audition        | режисер, сценарист             |
| 2014 | док |                       | One Little Pill     | виконавчий продюсер / продюсер |